# Microstylum sordidum
Microstylum sordidum là một loài ruồi trong họ Asilidae. Microstylum sordidum được Walker miêu tả năm 1854. Loài này phân bố ở vùng Cổ Bắc giới và châu Á.